# Stenocarsia solomonis
Stenocarsia solomonis là một loài bướm đêm trong họ Noctuidae.